# Discografia di Kylie Minogue
La discografia di Kylie Minogue è composta da 17 album di studio, 9 album live, 13 raccolte ufficiali, 73 singoli, di cui 58 da solista, 9 promozionali e 8 in duetto con altri artisti. Si contano anche più di 10 album remix tra pubblicazioni ufficiali e non, che hanno reso la cantante tra le artiste più gettonate nelle discoteche.
Le tre fasi principali della discografia della cantante rispecchiano i tre periodi a contratto con case discografiche differenti. La prima fu la PWL Records tra la fine degli anni ottanta e i primi anni novanta, con cui la cantante realizzò 4 album di studio e un greatest hits. Nel 1993 ci fu il contratto con la Deconstruction Records, che portò la cantante australiana ad un proprio potere decisionale sulla stesura dei testi, la scelta della musica e sulla gestione generale della sua carriera musicale. Il terzo contratto con la Parlophone portò la cantante ad orientarsi su un genere dance pop combinando elementi dell'elettronica contemporanea. È forse il periodo più famoso della sua carriera (superiore anche al fortunato periodo degli anni Ottanta).
L'artista detiene ancora oggi il record di cantante più suonata nell'airplay inglese.

## Album

### Album in studio
| Anno | Album | Classifiche | Classifiche | Classifiche | Classifiche | Classifiche | Classifiche | Classifiche | Classifiche | Classifiche | Classifiche | Certificazioni |
| Anno | Album | AUS         | UK          | ITA         | ESP         | GER         | FRA         | SWE         | SUI         | NZ          | USA         | Certificazioni |
| ---- | --- | ----------- | ----------- | ----------- | ----------- | ----------- | ----------- | ----------- | ----------- | ----------- | ----------- | --- |
| 1988 | Kylie - Pubblicato: 4 luglio 1988 - Etichetta: PWL - Formato: Cassetta, CD, LP                                                 | 2           | 1           | 80          | 10          | 8           | 10          | 17          | 7           | 1           | 53          | - AUS: Platino (4) - UK: Platino (6) - GER: Oro - FIN: Oro - SUI: Platino - NZL: Platino - USA: Oro                                    |
| 1989 | Enjoy Yourself - Pubblicato: 9 ottobre 1989 - Etichetta: PWL - Formato: Cassetta, CD, LP                                       | 9           | 1           | —           | 10          | 33          | —           | 22          | 13          | 7           | —           | - AUS: Platino - UK: Platino (4) - SUI: Oro - JPN: Oro - NZL: Oro                                                                      |
| 1990 | Rhythm of Love - Pubblicato: 12 novembre 1990 - Etichetta: PWL - Formato: Cassetta, CD, LP                                     | 10          | 9           | —           | 10          | —           | —           | 44          | —           | 36          | —           | - AUS: Platino - UK: Oro |
| 1991 | Let's Get to It - Pubblicato: 14 ottobre 1991 - Etichetta: PWL - Formato: Cassetta, CD, LP                                     | 13          | 15          | —           | —           | —           | —           | —           | —           | —           | —           | - AUS: Oro |
| 1994 | Kylie Minogue - Pubblicato: 19 settembre 1994 - Etichetta: Deconstruction - Formato: Cassetta, CD, LP                          | 3           | 4           | —           | 39          | —           | —           | 39          | 33          | 37          | —           | - AUS: Oro - UK: Oro |
| 1997 | Impossible Princess - Pubblicato: 27 ottobre 1997 - Etichetta: Deconstruction - Formato: Cassetta, CD                          | 4           | 10          | —           | —           | 78          | —           | —           | —           | —           | —           | - AUS: Platino |
| 2000 | Light Years - Pubblicato: 25 settembre 2000 - Etichetta: Parlophone - Formato: Cassetta, CD                                    | 1           | 2           | 100         | 46          | 35          | 50          | 25          | 28          | 8           | —           | - AUS: Platino (4) - UK: Platino |
| 2001 | Fever - Pubblicato: 1º ottobre 2001 - Etichetta: Parlophone - Formato: Cassetta, CD                                            | 1           | 1           | 6           | 9           | 1           | 21          | 1           | 3           | 3           | 3           | - AUS: Platino (7) - UK: Platino (5) - GER: Platino - AUT: Platino (3) - SUI: Platino (2) - NLD: Oro - USA: Platino - NZL: Platino (2) |
| 2003 | Body Language - Pubblicato: 17 novembre 2003 - Etichetta: Parlophone - Formato: CD, download digitale                          | 2           | 6           | 47          | 28          | 11          | 31          | 20          | 8           | 23          | 42          | - AUS: Platino (2) - UK: Platino - AUT: Oro - SUI: Oro                                                                                 |
| 2007 | X - Pubblicato: 21 novembre 2007 - Etichetta: Parlophone - Formato: CD, download digitale                                      | 1           | 4           | 36          | 28          | 15          | 19          | 28          | 9           | 38          | 139         | - AUS: Platino - UK: Platino - IRE: Oro                                                                                                |
| 2010 | Aphrodite - Pubblicato: 5 luglio 2010 - Etichetta: Parlophone - Formato: CD, download digitale, LP                             | 2           | 1           | 9           | 2           | 3           | 3           | 9           | 2           | 11          | 19          | - AUS: Platino - UK: Platino |
| 2014 | Kiss Me Once - Pubblicato: 14 marzo 2014 - Etichetta: Parlophone, Warner - Formato: CD, download digitale, streaming, LP       | 1           | 2           | 13          | 9           | 9           | 10          | —           | 8           | 13          | 31          | - UK: Argento |
| 2015 | Kylie Christmas - Pubblicato: 13 novembre 2015 - Etichetta: Parlophone, Warner - Formato: CD, download digitale, streaming, LP | 7           | 12          | 59          | 31          | 34          | 76          | 39          | 51          | —           | 184         | - UK: Oro |
| 2018 | Golden - Pubblicato: 6 aprile 2018 - Etichetta: BMG - Formato: CD, download digitale, streaming, LP                            | 1           | 1           | 14          | 8           | 3           | 33          | 38          | 4           | 16          | 64          | - UK: Oro |
| 2020 | Disco - Pubblicato: 6 novembre 2020 - Etichetta: BMG - Formato: CD, download digitale, streaming, LP                           | 1           | 1           | 29          | 8           | 3           | 8           | 15          | 4           | 9           | 26          | - UK: Oro |
| 2023 | Tension - Pubblicato: 22 settembre 2023 - Etichetta: BMG - Formato: CD, download digitale, streaming, LP                       | 1           | 1           | 12          | 2           | 5           | 5           | 18          | 2           | 5           | 21          | - UK: Argento |
| 2024 | Tension II - Pubblicato: 18 ottobre 2024 - Etichetta: BMG - Formato: CD, download digitale, streaming, LP                      | 1           | 1           | 25          | —           | 4           | —           | —           | —           | 22          | —           | |

### Riedizioni
| Anno | Album | Posizione raggiunta | Posizione raggiunta | Album originario |
| Anno | Album | AUS                 | UK                  | Album originario |
| ---- | --- | ------------------- | ------------------- | ---------------- |
| 1988 | The Kylie Collection - Pubblicato: 19 dicembre 1988 - Etichetta: Mushroom Records - Formato: Cassette,LP                                   | 9                   | -                   | Kylie            |
| 2016 | Kylie Christmas: Snow Queen Edition - Pubblicato: 25 novembre 2016 - Etichetta: Parlophone - Formato: LP, CD, download digitale, streaming | 30                  | 41                  | Kylie Christmas  |

### Raccolte
| Anno | Album | Classifiche | Classifiche | Classifiche | Classifiche | Classifiche | Classifiche | Classifiche | Classifiche | Classifiche |
| Anno | Album | AUS         | UK          | ITA         | GER         | FRA         | SWE         | SWI         | NZ          | USA         |
| ---- | --- | ----------- | ----------- | ----------- | ----------- | ----------- | ----------- | ----------- | ----------- | ----------- |
| 1992 | Greatest Hits - Pubblicato: 24 agosto 1992 - Etichetta: PWL - Formato: cassette, CD, LP, download digitale, streaming                  | 3           | 1           | -           | 81          | -           | -           | -           | -           | -           |
| 2000 | Hits+ - Pubblicato: 16 ottobre 2000 - Etichetta: BMG - Formato: cassette, CD, download digitale, streaming                             | 63          | 41          | -           | -           | -           | -           | -           | -           | -           |
| 2002 | Confide in Me - Pubblicato: 25 maggio 2002 - Etichetta: BMG - Formato: CD, download digitale, streaming                                | -           | -           | -           | -           | -           | -           | -           | -           | -           |
| 2002 | Greatest Hits - Pubblicato: 18 novembre 2002 - Etichetta: PWL - Formato: cassette, CD                                                  | -           | 20          | -           | -           | -           | -           | -           | -           | -           |
| 2003 | Greatest Hits 87-99 - Pubblicato: 24 novembre 2003 - Etichetta: Festival Records - Formato: cassette, CD                               | 54          | -           | -           | -           | -           | -           | -           | -           | -           |
| 2004 | Artist Collection - Pubblicato: 20 settembre 2004 - Etichetta: BMG - Formato: cassette, CD                                             | -           | -           | -           | -           | -           | -           | -           | -           | -           |
| 2004 | Ultimate Kylie - Pubblicato: 22 novembre 2004 - Etichetta: Parlophone - Formato: cassette, CD                                          | 5           | 4           | 42          | 10          | 24          | 23          | 19          | 33          | 115         |
| 2007 | Confide in Me: The Irresistible Kylie - Pubblicato: 16 luglio 2007 - Etichetta: Music Club - Formato: CD                               | -           | -           | -           | -           | -           | -           | -           | -           | -           |
| 2011 | Kylie Hits - Pubblicato: 16 marzo 2011 - Etichetta: EMI Music Japan - Formato: CD, download digitale, streaming                        | -           | -           | -           | -           | -           | -           | -           | -           | -           |
| 2012 | The Best of Kylie Minogue - Pubblicato: 4 giugno 2012 - Etichetta: EMI - Formato: CD, download digitale                                | -           | -           | -           | 85          | -           | -           | 63          | -           | -           |
| 2012 | The Abbey Road Sessions - Pubblicato: 29 ottobre 2012 - Etichetta: Parlophone - Formato: CD, download digitale, streaming              | 7           | 2           | -           | 31          | -           | -           | 17          | 39          | -           |
| 2016 | Confide In Me - Pubblicato: 8 aprile 2016 - Etichetta: BMG - Formato: CD                                                               | -           | -           | -           | -           | -           | -           | -           | -           | -           |
| 2019 | Step Back in Time: The Definitive Collection - Pubblicato: 28 giugno 2019 - Etichetta: BMG - Formato: CD, download digitale, streaming | 1           | 1           | 32          | -           | -           | -           | -           | -           | -           |

### Album dal vivo
| Anno | Album                                  | Posizione raggiunta | Posizione raggiunta | Posizione raggiunta | Posizione raggiunta | Posizione raggiunta | Posizione raggiunta | Posizione raggiunta | Posizione raggiunta | Formato                                                      |
| Anno | Album                                  | AUS                 | UK                  | GER                 | FRA                 | SVI                 | MEX                 | BEL                 | USA                 | Formato                                                      |
| ---- | -------------------------------------- | ------------------- | ------------------- | ------------------- | ------------------- | ------------------- | ------------------- | ------------------- | ------------------- | ------------------------------------------------------------ |
| 1998 | Intimate and Live                      | 28                  | -                   | -                   | -                   | -                   | -                   | -                   | -                   | CD, streaming (UK, AUS, NZ), download digitale (UK, AUS, NZ) |
| 2002 | KylieFever2002: Live in Manchester     | -                   | -                   | -                   | -                   | -                   | -                   | -                   | -                   | CD                                                           |
| 2005 | Showgirl - The Greatest Hits Tour (EP) | -                   | -                   | -                   | -                   | -                   | -                   | -                   | -                   | Streaming, download digitale                                 |
| 2007 | Showgirl: Homecoming Live              | 28                  | 7                   | 59                  | 113                 | 54                  | 77                  | 92                  | -                   | CD, streaming, download digitale, cassetta                   |
| 2009 | Kylie Live in New York                 | -                   | -                   | -                   | -                   | -                   | -                   | -                   | 13                  | Streaming, download digitale                                 |
| 2011 | Aphrodite Les Folies – Live in London  | 223                 | 72                  | 48                  | 94                  | -                   | -                   | -                   | -                   | CD, streaming, download digitale                             |
| 2015 | Kiss Me Once Live at the SSE Hydro     | 97                  | 26                  | 51                  | -                   | -                   | -                   | -                   | 21                  | CD, streaming, download digitale                             |
| 2019 | Golden Live in Concert                 | 13                  | -                   | -                   | 121                 | -                   | -                   | -                   | 80                  | CD, streaming, download digitale                             |
| 2022 | Infinite Disco                         | 27                  | 72                  | 47                  | -                   | -                   | -                   | -                   | 74                  | CD, streaming, download digitale, vinile                     |

### Album di remix
| Anno | Album | Posizione raggiunta | Posizione raggiunta | Posizione raggiunta | Album remixato                                                         |
| Anno | Album | AUS                 | UK                  | JAP                 | Album remixato                                                         |
| ---- | --- | ------------------- | ------------------- | ------------------- | ---------------------------------------------------------------------- |
| 1989 | Kylie's Remixes - Pubblicato: 16 marzo 1989 - Etichetta: PWL - Formato: Cassette, CD, LP                                          | 132                 | -                   | 13                  | Kylie                                                                  |
| 1992 | Kylie's Remixes Volume 2 - Pubblicato: 1 luglio 1992 - Etichetta: PWL - Formato: Cassette, CD                                     | 121                 | -                   | 90                  | Enjoy Yourself                                                         |
| 1993 | Kylie's Non-Stop History 50+1 - Pubblicato: 1 luglio 1993 - Etichetta: PWL - Formato: Cassette, CD, download digitale, streaming  | 57                  | -                   | 59                  | Kylie, Enjoy Yourself, Rhythm of Love, Let's Get to It, Greatest Hits. |
| 1998 | Impossible Remixes - Pubblicato: 8 luglio 1998 - Etichetta: Mushroom - Formato: CD, download digitale, streaming                  | 37                  | -                   | -                   | Impossible Princess                                                    |
| 1998 | Mixes - Pubblicato: 3 agosto 1998 - Etichetta: Deconstruction - Formato: Cassette, CD, LP, download digitale, streaming           | -                   | 63                  | -                   | Impossible Princess                                                    |
| 1998 | Greatest Remix Hits 1 - Pubblicato: 15 settembre 1998 - Etichetta: Mushroom - Formato: CD                                         | 128                 | -                   | -                   | Kylie, Enjoy Yourself, Rhythm of Love, Let's Get to It, Greatest Hits. |
| 1998 | Greatest Remix Hits 2 - Pubblicato: 15 settembre 1998 - Etichetta: Mushroom - Formato: CD                                         | 125                 | -                   | -                   | Kylie, Enjoy Yourself, Rhythm of Love, Let's Get to It, Greatest Hits. |
| 1998 | Greatest Remix Hits 3 - Pubblicato: 15 settembre 1998 - Etichetta: Mushroom - Formato: CD                                         | 67                  | -                   | -                   | Kylie, Enjoy Yourself, Rhythm of Love, Let's Get to It, Greatest Hits. |
| 1998 | Greatest Remix Hits 4 - Pubblicato: 15 settembre 1998 - Etichetta: Mushroom - Formato: CD                                         | 66                  | -                   | -                   | Kylie, Enjoy Yourself, Rhythm of Love, Let's Get to It, Greatest Hits. |
| 2008 | Boombox - Pubblicato: 17 dicembre 2008 - Etichetta: Parlophone - Formato: CD, download digitale, streaming                        | 72                  | 28                  | 146                 | Light Years, Fever, Body Language, X                                   |
| 2010 | 12" Masters - Essential Mixes - Pubblicato: 17 settembre 2010 - Etichetta: Sony Music - Formato: CD, download digitale, streaming | -                   | -                   | -                   | Kylie Minogue, Impossible Princess                                     |
| 2021 | Disco: Extended Mixes - Pubblicato: 10 dicembre 2021 - Etichetta: BMG - Formato: LP, download digitale, streaming                 | -                   | -                   | -                   | Disco                                                                  |
| 2023 | Extension: The Extended Mixes - Pubblicato: 8 dicembre 2023 - Etichetta: BMG - Formato: LP, download digitale, streaming          | 28                  | -                   | 75                  | Tension                                                                |

## Box set
| Anno | Album                               | Etichetta                | Posizione  | Formato | Contenuto                                       |
| ---- | ----------------------------------- | ------------------------ | ---------- | ------- | ----------------------------------------------- |
| 1999 | X3                                  | Mushroom Records         | #          | CD      | Kylie, Enjoy Yourself, Rhythm of Love           |
| 2007 | Kylie Minogue / Impossible Princess | Deconstruction           | #          | CD      | Kylie Minogue, Impossible Princess              |
| 2011 | Kylie: The Albums 2000–2010         | Parlophone               | (UK #37)   | CD      | Light Years, Fever, Body Language, X, Aphrodite |
| 2012 | K25 Time Capsule                    | Warner Music Australasia | (AUS #183) | CD      | 25 singoli in CD                                |

## Extended play
- 1998: Live And Other Sides
- 1998: Other Sides
- 2004: Money Can't Buy
- 2007: Darling
- 2010: Pink Sparkle
- 2010: Performance
- 2010: A Kylie Christmas (UK #188)
- 2010: A Christmas Gift
- 2011: North American Tour (Bonus Track Version)
- 2014: Sleepwalker
- 2015: Kylie + Garibay (AUS #100)

## Singoli
| Anno | Titolo                                                      | Posizione | Posizione | Posizione | Posizione | Certificazioni | Album                                        |
| Anno | Titolo                                                      | AUS       | UK        | ITA       | USA       | Certificazioni | Album                                        |
| ---- | ----------------------------------------------------------- | --------- | --------- | --------- | --------- | -------------- | -------------------------------------------- |
| 1987 | Locomotion                                                  | 1         | —         | —         | —         |                | —                                            |
| 1987 | I Should Be So Lucky                                        | 1         | 1         | 6         | 28        |                | Kylie                                        |
| 1988 | Got to Be Certain                                           | 1         | 2         | 41        | —         |                | Kylie                                        |
| 1988 | The Loco-Motion                                             | —         | 2         | 5         | 3         |                | Kylie                                        |
| 1988 | Je Ne Sais Pas Pourquoi                                     | 11        | 2         | —         | —         |                | Kylie                                        |
| 1988 | Especially for You (con Jason Donovan)                      | 2         | 1         | —         | —         |                | —                                            |
| 1988 | It's No Secret                                              | —         | —         | —         | 37        |                | Kylie                                        |
| 1988 | Turn It into Love                                           | —         | —         | —         | —         |                | Kylie                                        |
| 1989 | Hand on Your Heart                                          | 4         | 1         | —         | —         |                | Enjoy Yourself                               |
| 1989 | Wouldn't Change a Thing                                     | 6         | 2         | —         | —         |                | Enjoy Yourself                               |
| 1989 | Never Too Late                                              | 14        | 4         | —         | —         |                | Enjoy Yourself                               |
| 1990 | Tears on My Pillow                                          | 20        | 1         | —         | —         |                | Enjoy Yourself                               |
| 1990 | Better the Devil You Know                                   | 4         | 2         | —         | —         |                | Rhythm of Love                               |
| 1990 | Step Back in Time                                           | 5         | 4         | —         | —         |                | Rhythm of Love                               |
| 1991 | What Do I Have to Do?                                       | 11        | 6         | —         | —         |                | Rhythm of Love                               |
| 1991 | Shocked                                                     | 7         | 6         | —         | —         |                | Rhythm of Love                               |
| 1991 | Word Is Out                                                 | 10        | 16        | —         | —         |                | Let's Get to It                              |
| 1991 | If You Were with Me Now (con Keith Washington)              | 23        | 4         | —         | —         |                | Let's Get to It                              |
| 1991 | Keep on Pumpin' It (con Visionmasters and Tony King)        | —         | 49        | —         | —         |                | —                                            |
| 1992 | Give Me Just a Little More Time                             | 24        | 2         | —         | —         |                | Let's Get to It                              |
| 1992 | Finer Feelings                                              | 60        | 11        | —         | —         |                | Let's Get to It                              |
| 1992 | What Kind of Fool (Heard All That Before)                   | 17        | 14        | —         | —         |                | Greatest Hits                                |
| 1992 | Celebration                                                 | 21        | 20        | —         | —         |                | Greatest Hits                                |
| 1994 | Confide in Me                                               | 1         | 2         | —         | —         |                | Kylie Minogue                                |
| 1994 | Put Yourself in My Place                                    | 11        | 11        | —         | —         |                | Kylie Minogue                                |
| 1995 | Where Is the Feeling?                                       | 31        | 16        | —         | —         |                | Kylie Minogue                                |
| 1995 | Where the Wild Roses Grow (con Nick Cave and the Bad Seeds) | 2         | 11        | 20        | —         |                | —                                            |
| 1997 | Some Kind of Bliss                                          | 27        | 22        | 17        | —         |                | Impossible Princess                          |
| 1997 | Did It Again                                                | 15        | 14        | —         | —         |                | Impossible Princess                          |
| 1998 | Breathe                                                     | 23        | 14        | —         | —         |                | Impossible Princess                          |
| 1998 | Cowboy Style                                                | 39        | —         | —         | —         |                | Impossible Princess                          |
| 1998 | GBI (German Bold Italic) (con Tōwa Tei)                     | 50        | 63        | —         | —         |                | —                                            |
| 2000 | Spinning Around                                             | 1         | 1         | 8         | —         |                | Light Years                                  |
| 2000 | On a Night like This                                        | 1         | 2         | —         | —         |                | Light Years                                  |
| 2000 | Kids (con Robbie Williams)                                  | 14        | 2         | 29        | —         |                | Light Years                                  |
| 2000 | Please Stay                                                 | 15        | 10        | —         | —         |                | Light Years                                  |
| 2001 | Your Disco Needs You                                        | 20        | 152       | —         | —         |                | Light Years                                  |
| 2001 | Can't Get You out of My Head                                | 1         | 1         | 1         | 7         |                | Fever                                        |
| 2002 | In Your Eyes                                                | 1         | 3         | 7         | —         |                | Fever                                        |
| 2002 | Love at First Sight                                         | 3         | 2         | 8         | 23        |                | Fever                                        |
| 2002 | Come into My World                                          | 4         | 8         | 13        | 91        |                | Fever                                        |
| 2003 | Slow                                                        | 1         | 1         | 6         | 91        |                | Body Language                                |
| 2004 | Red Blooded Woman                                           | 4         | 5         | 10        | —         |                | Body Language                                |
| 2004 | Chocolate                                                   | 14        | 6         | 14        | —         |                | Body Language                                |
| 2004 | I Believe in You                                            | 6         | 2         | 11        | —         |                | Ultimate Kylie                               |
| 2005 | Sometime Samurai (con Tōwa Tei)                             | —         | —         | —         | —         |                | —                                            |
| 2005 | Giving You Up                                               | 8         | 6         | —         | —         |                | Ultimate Kylie                               |
| 2007 | 2 Hearts                                                    | 1         | 4         | 2         | —         |                | X                                            |
| 2008 | Wow                                                         | 11        | 5         | —         | —         |                | X                                            |
| 2008 | In My Arms                                                  | 35        | 10        | 34        | —         |                | X                                            |
| 2008 | The One                                                     | —         | 36        | —         | —         |                | X                                            |
| 2008 | All I See                                                   | —         | —         | —         | —         |                | X                                            |
| 2010 | All the Lovers                                              | 13        | 3         | 6         | —         |                | Aphrodite                                    |
| 2010 | Get Outta My Way                                            | 69        | 12        | —         | —         |                | Aphrodite                                    |
| 2010 | Higher (con Taio Cruz)                                      | 25        | 8         | —         | 24        |                | —                                            |
| 2010 | Better than Today                                           | 55        | 32        | —         | —         |                | Aphrodite                                    |
| 2011 | Put Your Hands Up (If You Feel Love)                        | 50        | 93        | —         | —         |                | Aphrodite                                    |
| 2012 | Timebomb                                                    | 12        | 31        | 23        | —         |                | —                                            |
| 2012 | Flower                                                      | 136       | 96        | —         | —         |                | The Abbey Road Sessions                      |
| 2013 | Limpido (con Laura Pausini)                                 | —         | —         | 1         | —         |                | —                                            |
| 2014 | Into the Blue                                               | 46        | 12        | 69        | —         |                | Kiss Me Once                                 |
| 2014 | Beautiful (con Enrique Iglesias)                            | 47        | —         | —         | —         |                | Kiss Me Once                                 |
| 2014 | I Was Gonna Cancel                                          | 312       | 59        | —         | —         |                | Kiss Me Once                                 |
| 2014 | Crystallize                                                 | 115       | 60        | —         | —         |                | —                                            |
| 2015 | Right Here, Right Now (con Giorgio Moroder)                 | —         | —         | —         | —         |                | —                                            |
| 2015 | The Other Boys (con Nervo, Jake Shears & Nile Rodgers)      | —         | —         | —         | —         |                | —                                            |
| 2015 | Only You (con James Corden)                                 | —         | 155       | —         | —         |                | Kylie Christmas                              |
| 2015 | 100 Degrees (con Dannii Minogue)                            | 386       | —         | —         | —         |                | Kylie Christmas                              |
| 2015 | Every Day's Like Christmas                                  | —         | —         | —         | —         |                | Kylie Christmas                              |
| 2016 | At Christmas                                                | —         | —         | —         | —         |                | Kylie Christmas: Snow Queen Edition          |
| 2016 | Wonderful Christmastime (con Mika)                          | —         | —         | —         | —         |                | Kylie Christmas: Snow Queen Edition          |
| 2018 | Dancing                                                     | 46        | 38        | —         | —         |                | Golden                                       |
| 2018 | Stop Me from Falling                                        | 164       | 52        | —         | —         |                | Golden                                       |
| 2018 | Golden                                                      | 513       | —         | —         | —         |                | Golden                                       |
| 2018 | A Lifetime to Repair                                        | —         | —         | —         | —         |                | Golden                                       |
| 2018 | Music's Too Sad Without You (con Jack Savoretti)            | —         | —         | —         | —         |                | Golden                                       |
| 2018 | Sincerely Yours                                             | —         | —         | —         | —         |                | Golden                                       |
| 2019 | New York City                                               | —         | —         | —         | —         |                | Step Back in Time: The Definitive Collection |
| 2020 | Say Something                                               | 5         | 56        | —         | 18        |                | Disco                                        |
| 2020 | Magic                                                       | 5         | 53        | —         | 17        |                | Disco                                        |
| 2021 | Real Groove                                                 | —         | 95        | —         | 26        |                | Disco                                        |
| 2021 | A Second to Midnight (con Years & Years)                    | —         | 27        | —         | 26        |                | Disco: Guest List Edition                    |
| 2021 | Kiss of Life (con Jessie Ware)                              | —         | —         | —         | —         |                | Disco: Guest List Edition                    |
| 2022 | Can't Stop Writing Songs About You (con Gloria Gaynor)      | —         | —         | —         | —         |                | Disco: Guest List Edition                    |
| 2023 | 10 Out of 10 (con Oliver Heldens)                           | —         | —         | —         | —         |                | Tension                                      |
| 2023 | Padam Padam                                                 | 29        | 8         | —         | —         |                | Tension                                      |
| 2023 | Tension                                                     | —         | 19        | —         | —         |                | Tension                                      |
| 2023 | Hold on to Now                                              | —         | 81        | —         | —         |                | Tension                                      |
| 2024 | Dance Alone (con Kylie Minogue)                             |           |           |           |           |                | Tension II                                   |
| 2024 | Midnight Ride (feat. Diplo e Orville Peck)                  | —         | —         | —         | —         |                | Tension II                                   |
| 2024 | My Oh My (feat. Bebe Rexha e Tove Lo)                       | —         | 63        | —         | —         |                | Tension II                                   |
| 2024 | Edge of Saturday Night (feat. The Blessed Madonna)          | —         | —         | —         | —         |                | Tension II                                   |
| 2024 | Lights Camera Action                                        | —         | —         | —         | —         |                | Tension II                                   |
| 2025 | Someone for Me (YouNotUs Remix)                             | —         | —         | —         | —         |                | Tension II                                   |
| 2025 | last night i dreamt i fell in love (con Alok)               | —         | —         | —         | —         |                | —                                            |

## Videografia

### Compilation di video musicali
| Anno | Titolo                    | Formato         | Album associato                    |
| ---- | ------------------------- | --------------- | ---------------------------------- |
| 1988 | The Videos                | VHS             | Kylie                              |
| 1988 | Kylie: The Videos         | VHS             | Kylie                              |
| 1988 | The Kylie Collection      | VHS             | Kylie                              |
| 1989 | The Videos 2              | VHS             | Enjoy Yourself                     |
| 1991 | Let's Get To...The Videos | VHS             | Rhythm of Love, Let's Get to It    |
| 1992 | Greatest Video Hits       | VHS - Laserdisc | Greatest Hits                      |
| 1998 | The Kylie Tapes 94–98     | VHS             | Kylie Minogue, Impossible Princess |
| 2002 | Greatest Hits             | VHS - DVD       | Greatest Hits                      |
| 2003 | Greatest Hits 87-97       | DVD             | Greatest Hits 87-97                |
| 2003 | Greatest Hits 87-99       | DVD             | Greatest Hits 87-99                |
| 2004 | Artist Collection         | DVD             | Artist Collection                  |
| 2004 | Ultimate Kylie            | DVD             | Ultimate Kylie                     |
| 2011 | Kylie Hits                | DVD             | Kylie Hits                         |
| 2012 | The Best of Kylie Minogue | DVD             | The Best of Kylie Minogue          |

### Film concerti
| Anno | Titolo                                                   | Formato                                      | Tour                             |
| ---- | -------------------------------------------------------- | -------------------------------------------- | -------------------------------- |
| 1990 | On the Go: Live in Japan                                 | VHS - Laserdisc - DVD                        | Disco in Dream                   |
| 1992 | Live!                                                    | VHS - Laserdisc                              | Let's Get to It Tour             |
| 2001 | Live in Sydney                                           | VHS - DVD                                    | On A Night Like This             |
| 2002 | Intimate and Live                                        | VHS - DVD                                    | Intimate and Live                |
| 2002 | KylieFever2002: Live in Manchester                       | VHS - DVD - download digitale                | KylieFever2002                   |
| 2004 | Body Language Live                                       | DVD                                          | Money Can't Buy                  |
| 2005 | Kylie Showgirl                                           | VHS - DVD - UMD per Sony PSP                 | Showgirl: The Greatest Hits Tour |
| 2007 | White Diamond / Showgirl: Homecoming                     | DVD                                          | Showgirl: Homecoming Tour        |
| 2008 | KylieX2008 at the O2 Arena                               | DVD - Blu-ray                                | KylieX2008                       |
| 2011 | Aphrodite Les Folies – Live in London                    | DVD - Blu-ray 2D e 3D                        | Aphrodite: Les Folies            |
| 2015 | Kiss Me Once Live at the SSE Hydro                       | DVD - Blu-ray 4K - download digitale         | Kiss Me Once Tour                |
| 2015 | A Kylie Christmas – Live from the Royal Albert Hall 2015 | TV broadcast - download digitale - streaming | A Kylie Christmas                |
| 2019 | Golden Live in Concert                                   | DVD - download digitale                      | Golden Tour                      |
| 2021 | Infinite Disco                                           | DVD - Blu-ray 4K                             | Infinite Disco                   |

### Documentari
| Anno | Titolo                                              | Durata | Formato      | Tour associato             |
| ---- | --------------------------------------------------- | ------ | ------------ | -------------------------- |
| 2007 | White Diamond: A Personal Portrait of Kylie Minogue | 123:00 | DVD          | Showgirl: Homecoming Tour  |
| 2012 | My Year As Aphrodite                                | 45:00  | TV broadcast | Aphrodite: Les Folies Tour |

### Documentari delle tournée
| Anno | Titolo                                     | Durata | Album associatoo | Film concerto di provenienza          |
| ---- | ------------------------------------------ | ------ | ---------------- | ------------------------------------- |
| 2002 | Feel the Fever                             | 34:07  | DVD,VHS          | KylieFever2002: Live in Manchester    |
| 2004 | Body Language live documentary             | 14:21  | DVD              | Body Language Live                    |
| 2005 | Behind the Feathers                        | 21:25  | DVD              | Kylie Showgirl                        |
| 2008 | 12 Hours... in the life of Kylie Minogue   | 17:07  | DVD, Blu-ray     | KylieX2008 at the O2 Arena            |
| 2012 | Just Add Water                             | 32:17  | DVD, Blu-ray     | Aphrodite Les Folies – Live in London |
| 2019 | We Are Golden                              | 06:05  | DVD              | Golden Live in Concert                |
| 2021 | Dancefloor Dreams: Creating Infinite Disco | 13:01  | DVD, Blu-ray     | Infinite Disco                        |

### Concerti speciali televisivi
| Anno | Titolo                            | Durata | Album associato | Emittente                |
| ---- | --------------------------------- | ------ | --------------- | ------------------------ |
| 2001 | An Audience with... Kylie Minogue | 59:00  | Fever           | ITV                      |
| 2007 | The Kylie Show                    | 46:54  | X               | Channel 7; Seven Network |
| 2019 | Kylie's Secret Night              | 66:00  | Golden          | Channel 4                |
| 2023 | An Audience with Kylie            | 56:51  | Tension         | ITV                      |